# Damernas förföljelse i bancykling vid olympiska sommarspelen 1996
Damernas förföljelse i bancykling vid olympiska sommarspelen 1996 ägde rum den 25-26 juli 1996 i Atlanta.

## Medaljörer
| Event                | Guld                     | Silver               | Brons              |
| Damernas förföljelse | Antonella Bellutti (ITA) | Marion Clignet (FRA) | Judith Arndt (GER) |

## Resultat

### Kvalifikationsomgång
| Placering | Cyklist                  | Tid                    | Noteringar |
| --------- | ------------------------ | ---------------------- | ---------- |
| 1         | Antonella Bellutti (ITA) | 3 min 34 s 130 (VR/OR) | Q          |
| 2         | Marion Clignet (FRA)     | 3 min 35 s 774         | Q          |
| 3         | Yvonne McGregor (GBR)    | 3 min 39 s 545         | Q          |
| 4         | Rebecca Twigg (USA)      | 3 min 39 s 849         | Q          |
| 5         | Judith Arndt (GER)       | 3 min 40 s 335         | Q          |
| 6         | Sarah Ulmer (NZL)        | 3 min 43 s 176         | Q          |
| 7         | Rasa Mažeikytė (LTU)     | 3 min 43 s 590         | Q          |
| 8         | Kathy Watt (AUS)         | 3 min 43 s 658         | Q          |
| 9         | May Britt Hartwell (NOR) | 3 min 43 s 824         |            |
| 10        | Natalia Karimova (RUS)   | 3 min 45 s 246         |            |
| 11        | Wang Qingzhi (CHN)       | 3 min 49 s 823         |            |
| 12        | Seiko Hashimoto (JPN)    | 3 min 52 s 745         |            |

### Kvartsfinaler
| Nummer | Placering | Cyklist                  | Tid                    |
| ------ | --------- | ------------------------ | ---------------------- |
| 1      | 1         | Judith Arndt (GER)       | 3 min 38 s 898         |
| 1      | 2         | Rebecca Twigg (USA)      | 3 min 41 s 611         |
| 2      | 1         | Yvonne McGregor (GBR)    | 3 min 41 s 287         |
| 2      | 2         | Sarah Ulmer (NZL)        | 3 min 45 s 761         |
| 3      | 1         | Marion Clignet (FRA)     | 3 min 36 s 446         |
| 3      | 2         | Rasa Mažeikytė (LTU)     | 3 min 42 s 129         |
| 4      | 1         | Antonella Bellutti (ITA) | 3 min 32 s 371 (VR/OR) |
| 4      | 2         | Kathy Watt (AUS)         | varvad                 |

### Semifinaler
| Nummer | Placering | Cyklist                  | Tid            |
| ------ | --------- | ------------------------ | -------------- |
| 1      | 1         | Marion Clignet (FRA)     | 3 min 35 s 412 |
| 1      | 2         | Judith Arndt (GER)       | 3 min 38 s 744 |
| 2      | 1         | Antonella Bellutti (ITA) | 3 min 34 s 404 |
| 2      | 2         | Yvonne McGregor (GBR)    | 3 min 40 s 885 |

### Final
| Placering | Cyklist                  | Tid            |
| --------- | ------------------------ | -------------- |
| 1         | Antonella Bellutti (ITA) | 3 min 33 s 595 |
| 2         | Marion Clignet (FRA)     | 3 min 38 s 571 |